# 南沙洲
南沙洲（英语：South Sand）位于南中国海西沙群岛的宣德群岛中，新西沙洲以北约500米处。面积约0.06平方公里，海拔约4米。四周略高，中部略低，东北岸及南岸有沙嘴发育呈三角形，顶端向海延伸。北岸和东南岸有海滩岩生成，洲上生长茂密的草丛和灌丛。1935年公布名称为“南滩”。1947年和1983年公布名称为“南沙洲”。中国渔民称其为“红草一”或“红草岛”。
南沙洲现有中华人民共和国政府实际控制，行政上划归海南省三沙市管辖。归属海南省三沙市西沙区七连屿村管辖。越南政府亦声称拥有其主权。